# Ploník ztenčený
Ploník ztenčený (Polytrichum formosum Hedw.) je jeden z nejrozšířenějších mechů v Česku, který se nachází ve stinných částech lesa. Je to sytě zelený mech.

## Synonyma
- Polytrichum attenuatum Menz. ex Brid.
- Polytrichastrum formosum Hedw.

## Popis
Ploník je temně zelený a poměrně statný mech, který tvoří charakteristické polštáře. Lodyžka je zpravidla nevětvená a nese 9 až 12 mm dlouhé úzce kopinaté lístky. Okraje lístků jsou ploché, pilovité, pouze s úzkým bezbarvým lemem. Od podobného ploníku obecného se rozeznává díky vejčité buňce na vrcholku asimilačních lamel lístku.

Stavba mechové rostlinky ploníku ztečneného.

Z lodyžky vyrůstá u samičích rostlin 4–8 cm dlouhý štět (seta), dole červenavý a nahoře žlutavý, který na konci nese tobolku (sporangium) s výtrusy, uzavřenou víčkem a krytou vláknitou čepičkou (kalyptra). Zralá tobolka je zřetelně čtyř- až šestihranná a skloněná (nící). Ačkoli je to mezi mechorosty spíše výjimka, ploníky mají v lodyžce vyvinutá specializovaná vodivá pletiva – hydroidy vedoucí vodu a leptoidy vedoucí asimiláty.

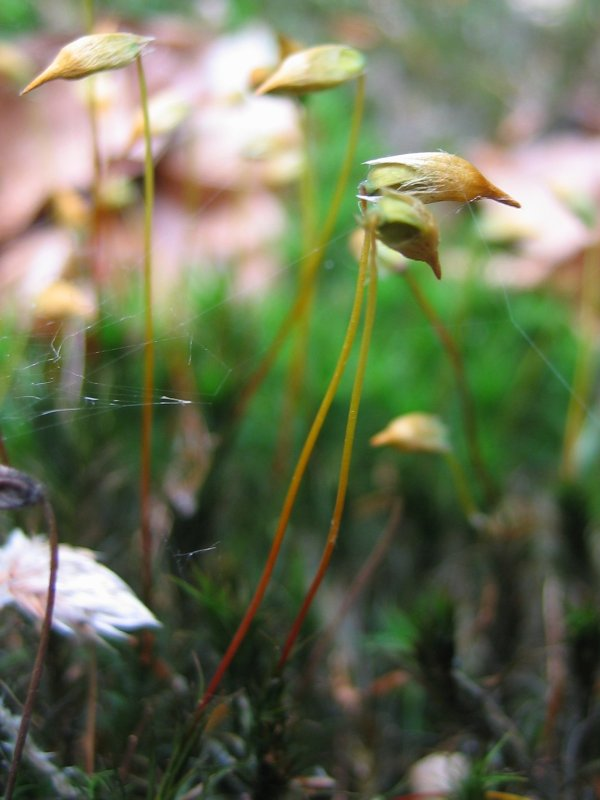
Ploník ztenčený (štěty s tobolkami)

## Výskyt a význam

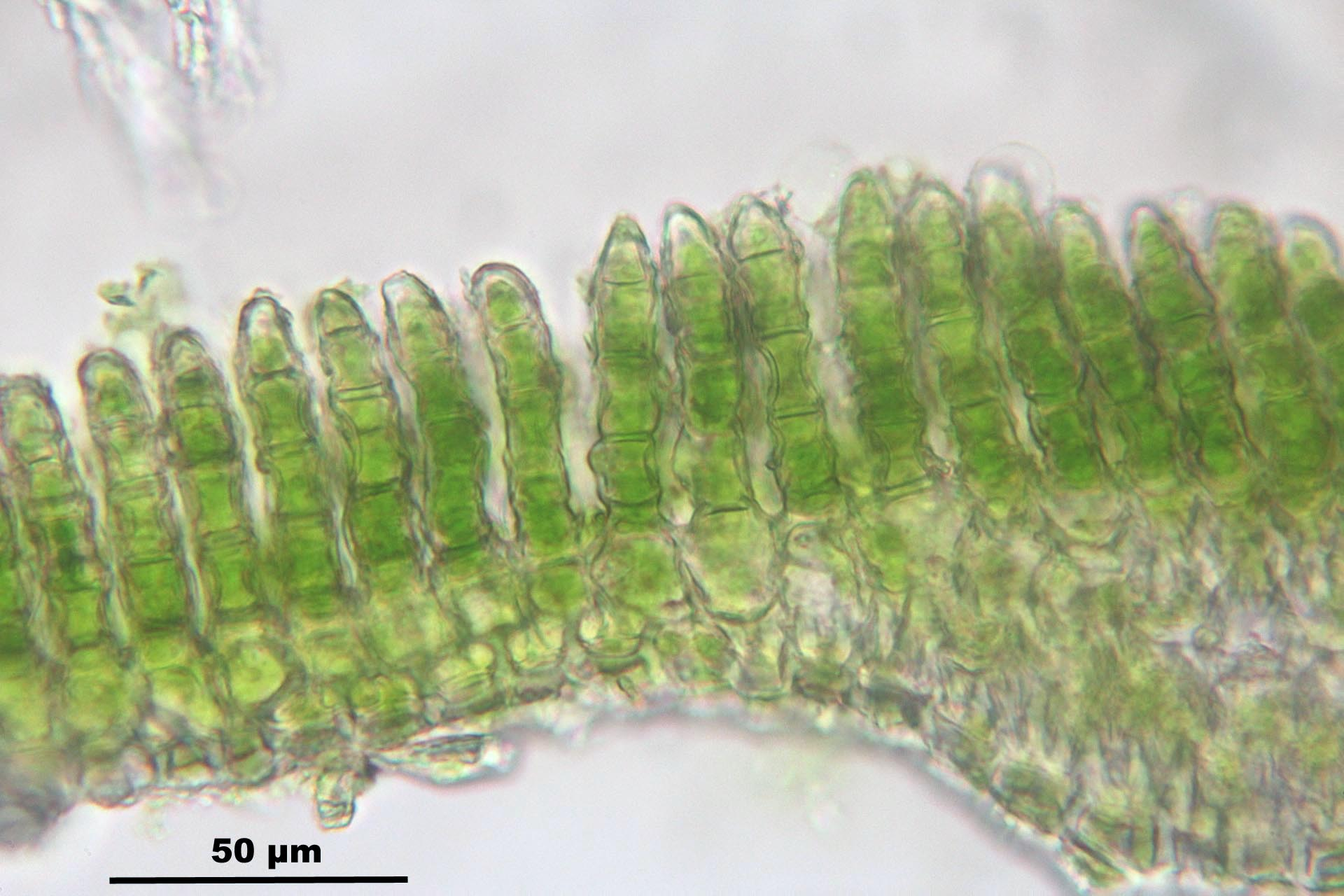
řez lístkem ploníku

Ploník ztenčený roste v mírném pásmu celé Země a v Evropě je jedním z nejrozšířenějších a zároveň největších mechů. Vyskytuje se v listnatých i jehličnatých lesích a ve stinných a vlhkých polohách až po horní hranici lesa. Porosty ploníku pokrývají i skály, kameny a odumřelé kmeny. Jako i jiné mechy dokáže absorbovat značné množství vody, a hraje tudíž důležitou roli v lesním hospodářství, zejména v zadržování vody.